# Lomekwi
Lomekwi 3 es el nombre de un yacimiento arqueológico en Kenia, en el cual se han descubierto antiguas herramientas de piedra que datan de hace 3,3 millones de años, las más antiguas hasta ahora encontradas.

## Descubrimiento
En julio de 2011, un equipo de arqueólogos dirigido por Sonia Harmand y Jason Lewis de la Universidad de Stony Brook, Estados Unidos, se dirigía a un sitio en los alrededores del lago Turkana, cerca del lugar donde se habían encontrado previamente los fósiles del Kenyanthropus. Rápidamente hallaron algunos artefactos de piedra en el sitio, al que llamaron Lomekwi 3. Un año después regresaron al mismo sitio, para realizar una excavación completa. Harmand presentó sus hallazgos en la reunión anual de la Sociedad de Paleoantropología el 14 de abril de 2015 y publicó el anuncio completo y los resultados en la portada de Nature el 21 de mayo de 2015.

## Artefactos
Alrededor de 20 artefactos bien conservados han sido desenterrados en Lomekwi 3, incluidos yunques, núcleos y lascas. Se encontraron 130 artefactos adicionales en la superficie. En un caso, el equipo de Harmand pudo hacer coincidir una lasca con su respectivo núcleo, sugiriendo que un hominino había hecho y descartado la herramienta en el sitio. Las herramientas generalmente eran bastante grandes, más grandes que las herramientas de piedra más antiguas, recuperadas en el yacimiento de Gona, de la región de Afar, en Etiopía, en 1992. Según Harmand, parecía que los fabricantes de herramientas habían seleccionado deliberadamente bloques grandes y pesados de piedra fuerte. ignorando bloques más pequeños del mismo material encontrado en el área. Ella descartó la posibilidad de que las herramientas fueran en realidad formaciones rocosas naturales, diciendo que "los artefactos estaban claramente rotos y no el resultado de una fractura accidental de rocas". El análisis sugirió que los núcleos se habían rotado a medida que se descamaban las lascas. El propósito de las herramientas encontradas en Lomekwi 3 no está claro, ya que los huesos de los animales que se encuentran en el sitio no muestran ningún signo de actividad hominina.
Con base en la posición estratigráfica de los artefactos enterrados (en sedimentos no perturbados) en relación con dos capas de cenizas volcánicas y reversiones magnéticas conocidas, Harmand y su equipo datan las herramientas hace 3,3 millones de años. Por lo tanto, los hallazgos en Lomekwi representan las herramientas de piedra más antiguas halladas, anteriores a las herramientas de Gona en 700,000 años. La fecha también es anterior al fósil más antiguo género Homo por 500.000 años. Anteriormente, se sugirió la utilización de herramientas de piedra por parte del Australopithecus sobre la base de marcas en los huesos de animales, pero esos hallazgos han sido muy debatidos, sin que se forme consenso científico en ninguno de los lados del debate.

## Lomekwyaense
Harmand dijo que los artefactos de Lomekwi 3 no encajan en la tradición de fabricación de herramientas Olduvayense y deberían considerarse parte de una tradición distinta, que ella denominó Lomekwyaense. Se ha formulado la hipótesis de que la fabricación de herramientas puede haber ayudado en la evolución del Homo en un género distinto. Sin embargo, no está claro si las herramientas de Lomekwian están relacionadas con las hechas por las especies Homo o si es posible que la tecnología se haya olvidado y luego se haya redescubierto la fabricación de herramientas.
Investigadores independientes que han visto las herramientas generalmente respaldan las conclusiones de Harmand. La antropóloga Alison S. Brooks, de la Universidad George Washington, dijo que las herramientas "no podrían haber sido creadas por fuerzas naturales ... la evidencia de citas es bastante sólida". Rick Potts, director del Programa de Orígenes Humanos del Instituto Smithsoniano, dijo que las herramientas representadas un estilo más primitivo que las herramientas conocidas hechas por el hombre, pero algo más sofisticado que lo que hacen los chimpancés modernos. "No hay duda de que tiene un propósito" en la fabricación de tales herramientas, comentó. El paleoantropólogo Zeresenay Alemseged, quien fue responsable de la investigación anterior que sugiere que Australopithecus había hecho herramientas, también respaldó las conclusiones de Harmand.